# شوك الضب الأصفر
شوك الضب الأصفر (الاسم العلمي:Blepharis flava) هو نوع من النباتات يتبع جنس شوك الضب من الفصيلة الأقنتية.